# Hans-Eckhardt Schaefer
Hans-Eckhardt Schaefer (* 8. Oktober 1939 in Waiblingen) ist ein deutscher Physiker.

## Leben
Er studierte an der damaligen Technischen Universität Stuttgart und an der Technischen Universität Berlin Physik. Zu Beginn seines Studiums in Stuttgart wurde er Mitglied der dortigen Burschenschaft Hilaritas. Nach einem dreijährigen wissenschaftlichen Aufenthalt am Max-Planck-Institut für Kohlenforschung in Mülheim an der Ruhr kehrte er 1971 zur Promotion an die Universität Stuttgart zurück. Dort habilitierte er sich 1981 über „Gitterlücken und Positronenzerstrahlung in Metallen“. Am Institut für Theoretische und Angewandte Physik (ITAP) baute er eine eigene Forschungsgruppe auf, die sich auf die Anwendung einer Vielzahl von festkörperphysikalischen Messmethoden konzentrierte.
1986 wurde er von der Universität Stuttgart zum Professor ernannt.
Durch die enge Zusammenarbeit des ITAP mit dem Max-Planck-Institut für Metallforschung in Stuttgart-Büsnau war es ihm möglich, eine sehr enge Zusammenarbeit mit vielen ausländischen Kollegen zu pflegen. Dies führte sowohl zu vielen Gastaufenthalten an ausländischen Forschungseinrichtungen, als auch zu vielen ausländischen Gästen am ITAP der Universität Stuttgart.
Sein Arbeitsgebiet erstreckt sich von der Untersuchung reiner Metalle mit Hilfe der Positronlebensdauerspektroskopie bis zur Untersuchung nanokristalliner Materialien und metallischer Gläser mit verschiedensten Messmethoden.
Im August 2010 erschien von ihm eine Zusammenfassung des derzeitigen Wissensstands über nanokristalline Materialien "Nanoscience, The Science of the Small in Physics, Engineering, Chemistry, Biology and Medicine".

## Würdigung
Für seine herausragenden wissenschaftlichen Leistungen wurde ihm 2001 von der Gesellschaft für Materialkunde die Tammann-Gedenkmünze verliehen.